# Ласки окръг
 Ласки окръг (на полски: Powiat łaski) е окръг в Централна Полша, Лодзко войводство. Заема площ от 618,23 км2. Административен център е град Ласк.

## География
Окръгът се намира в историческия регион Великополша. Разположен е в централната част на войводството.

## Население
Населението на окръга възлиза на 50 725 души (2012 г.). Гъстотата е 82 души/км2.

## Административно деление
Административно окръгът е разделен на 5 общини.
Градско-селска община:
- Община Ласк

Селски общини:
- Община Бучек
- Община Видава
- Община Воджеради
- Община Сенджейовице

## Фотогалерия
- Ласк
- Воджеради